# Trojmezí Čech, Moravy a Dolních Rakous
Trojmezí Čech, Moravy a Dolních Rakous je trojmezí historických zemí Čech, Moravy a Dolních Rakous. Leží na česko-rakouské státní hranici, nedaleko kopce Číhadlo, asi dva kilometry západně od Maříže, malé pohraniční vesnice, která je částí města Slavonice. Místem probíhá cyklotrasa č. 1003 a také zimní běžecká stezka. Končí či začíná zde historická česko-moravská hranice (podle toho, jaký zvolíme směr).

## Vývoj hranice na Landštejnsku a Novobystřicku

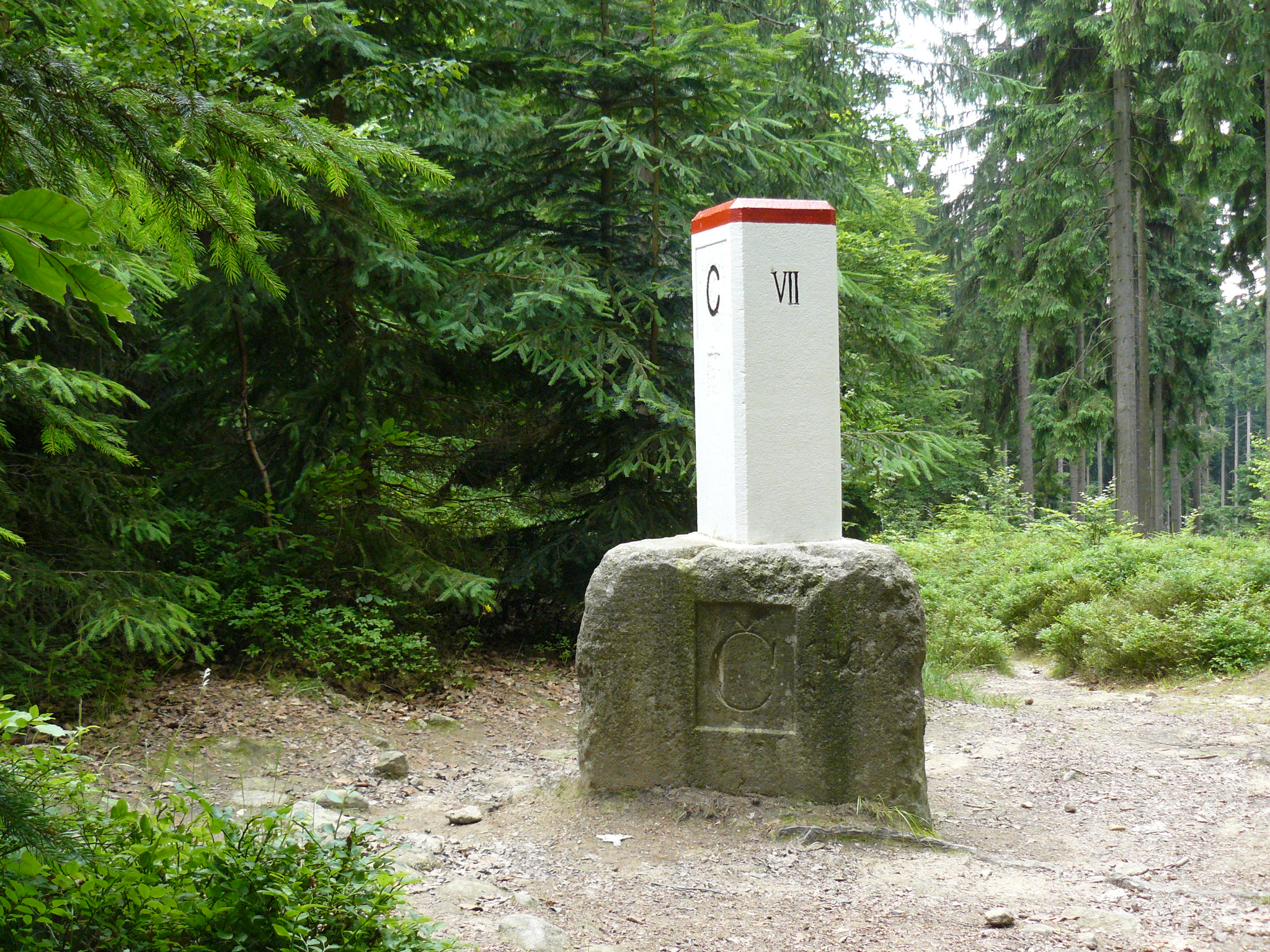
Trojmezí Čech, Moravy a Dolních Rakous

Landštejnsko a Novobystřicko se ve 12. století staly cílem divoké kolonizace ze strany rakouského panstva (hrabata z Raabs, pasovské biskupství, ministeriální rod z Zöbingu a v menší míře johanité z Mailberka). Proto české i moravské knížectví o určení hranic na sněmu v Chebu požádalo římského císaře Fridricha I. Barbarossu, který v listině z roku 1179 stanovením česko-moravsko-rakouské hranice zvýhodnil rakouskou stranu, když jí přiřkl část českomoravského území. Po smrti moravského markraběte Vladislava roku 1222 se řešení sporů na stále neklidné česko-rakouské hranici ujal král Přemysl Otakar I., který jako oporu své iniciativy nechal zbudovat nový hrad v nejzazším cípu jihozápadní Moravy – hrad Landštejn. Rozuzlení pohraničních sporů přinesl až sňatek krále Přemysla Otakara II. s Markétou z Babenberka v roce 1252, po němž bylo Landštejnsko natrvalo připojeno k Čechám. Česko-moravsko-rakouské trojmezí muselo tedy být až do poloviny 13. století posunuto více k severu. Hranici tvořil dnešní Kostěnický potok od pramene u Kaprouna až po jeho ústí do Lužnice. Vrch Vysoký kámen u Kunžaku tehdy tvořil tzv. trojmezní bod mezi Čechami, Moravou a Rakouskem. Když v polovině 13. století připadlo Landštejnsko a Novobystřicko k Čechám, prodloužila se společná hranice Čech a Moravy a trojmezí se posunulo k jihu. Severní a východní hranice Landštejnska snad probíhala od Vysokého kamene na východ až za Volfířov, kde se stáčela k jihu a mířila ke Slavonicím.  Nové trojmezí tedy bylo pravděpodobně již v těchto místech tedy nedaleko vrcholu Čihadlo vysokém 700 m. Od té doby k posunu tohoto bodu pravděpodobně již nedošlo.